# Rezerwat przyrody Dolina Smarkatej
Rezerwat przyrody Dolina Smarkatej – krajobrazowy rezerwat przyrody położony na terernie gmin Cmolas i Majdan Królewski w powiecie kolbuszowskim (województwo podkarpackie).

## Powołanie
Obszar chroniony utworzony został 18 kwietnia 2024 r. na podstawie Zarządzenie Regionalnego Dyrektora Ochrony Środowiska w Rzeszowie z dnia 2 kwietnia 2024 r. w sprawie uznania za rezerwat przyrody „Dolina Smarkatej” (Dz. Urz. Woj. Podk. z 2024 r., poz. 1831). Powstał m.in. dzięki staraniom Podkarpackiego Towarzystwa Przyrodników Wolne Rzeki, które w 2017/2018 przeprowadziło inwentaryzację terenu i w 2019 zawnioskowało do RDOŚ w Rzeszowie o powołanie rezerwatu (w szerszych granicach niż to ostatecznie nastąpiło). Miejscowa roślinność została opisana w okresie międzywojennym jeszcze przez Władysława Szafera.

## Położenie

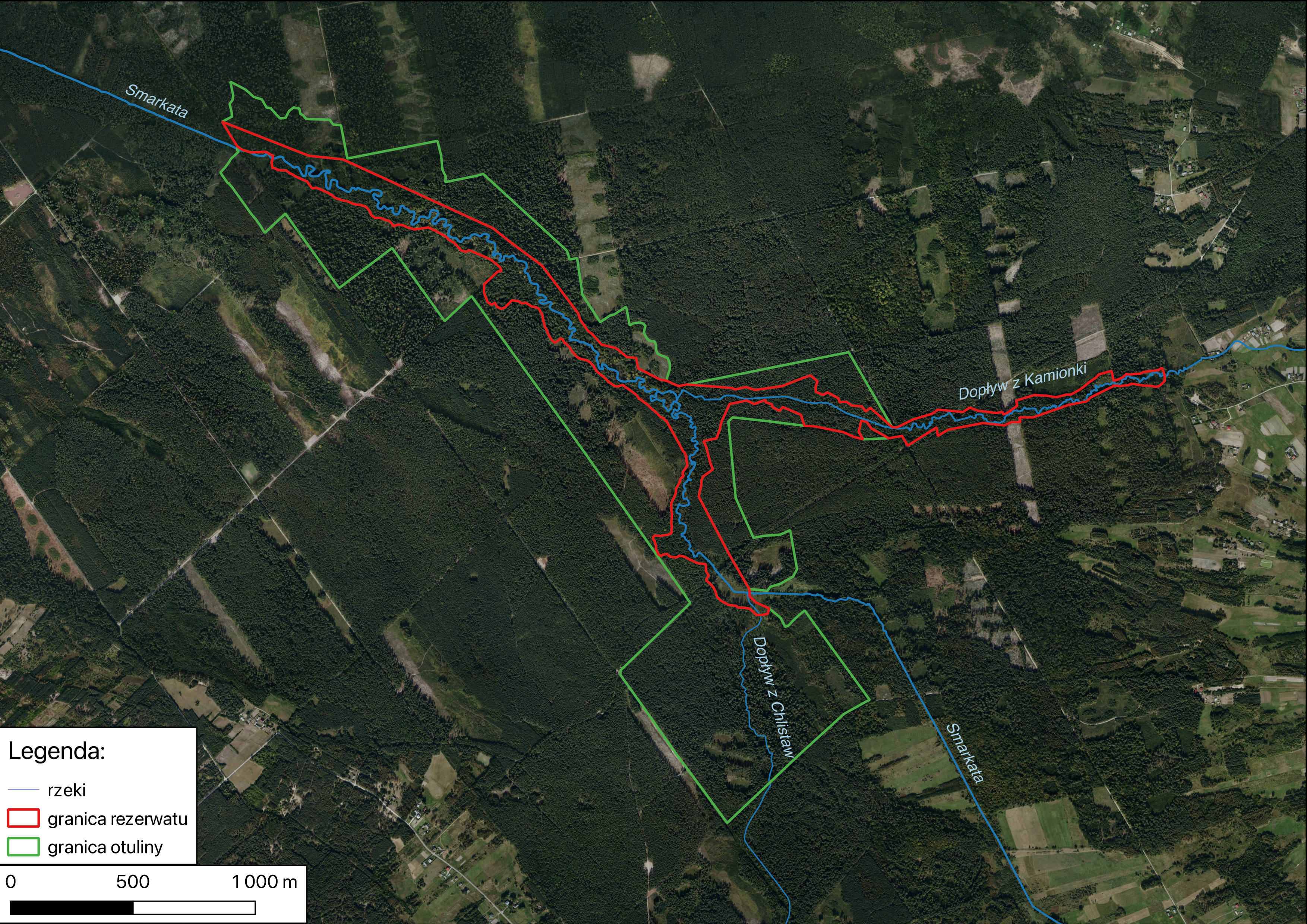
Granice rezerwatu na ortofotomapie.

Rezerwat ma 55,94 ha powierzchni, zaś jego otulina – 155,11 ha. Znajduje się na terenie nadleśnictwa Nowa Dęba i nadleśnictwa Mielec. Rezerwat obejmuje niespełna 5-kilometrowy nieuregulowany odcinek rzeki Smarkatej wraz z dopływami i fragmentami doliny. Znajduje się w granicach Mielecko-Kolbuszowsko-Głogowskiego Obszaru Chronionego Krajobrazu oraz obszaru Natura 2000 Puszcza Sandomierska PLB180005. Obszar chroniony obejmuje także m.in. pozostałości dwóch zabytkowych mostów z czasów II wojny światowej. Tworzy przełom przez wzniesienie (wydmę) Smarkata Góra (198 m n.p.m.).

## Charakterystyka
Celem ochrony rezerwatowej jest „zachowanie naturalnego charakteru rzeki Smarkatej z niezaburzonymi procesami fluwialnymi i torfotwórczymi”. Ze względu na dominujący przedmiot ochrony typ obszaru chronionego określono jako krajobrazów, a podtyp – krajobrazów naturalnych, natomiast ze względu na główny typ ekosystemu typ określono jako różnych ekosystemów, a podtyp – lasów i wód.
Na tym terenie w dużej liczbie występują starorzecza i niewielkie torfowiska niskie, natomiast w korycie rzeki m.in. rozlewiska, pnie drzew i tamy bobrów. Do cennych gatunków występujących w rezerwacie należą rak szlachetny, pływacz zwyczajny, wawrzynek wilczełyko i bagno zwyczajne.
Obszaru chronionego nie udostępniono do zwiedzania. Według stanu na kwiecień 2024 rezerwat nie ma wyznaczonego planu ochrony ani zadań ochronnych.